# Rathenauplatz (Berlin)
Der Rathenauplatz liegt im Berliner Ortsteil Grunewald des Bezirks Charlottenburg-Wilmersdorf am westlichen Ende des Kurfürstendamms. Die Namensgebung lässt sich auf den ehemaligen Außenminister Walther Rathenau zurückführen.

## Lage und Beschreibung

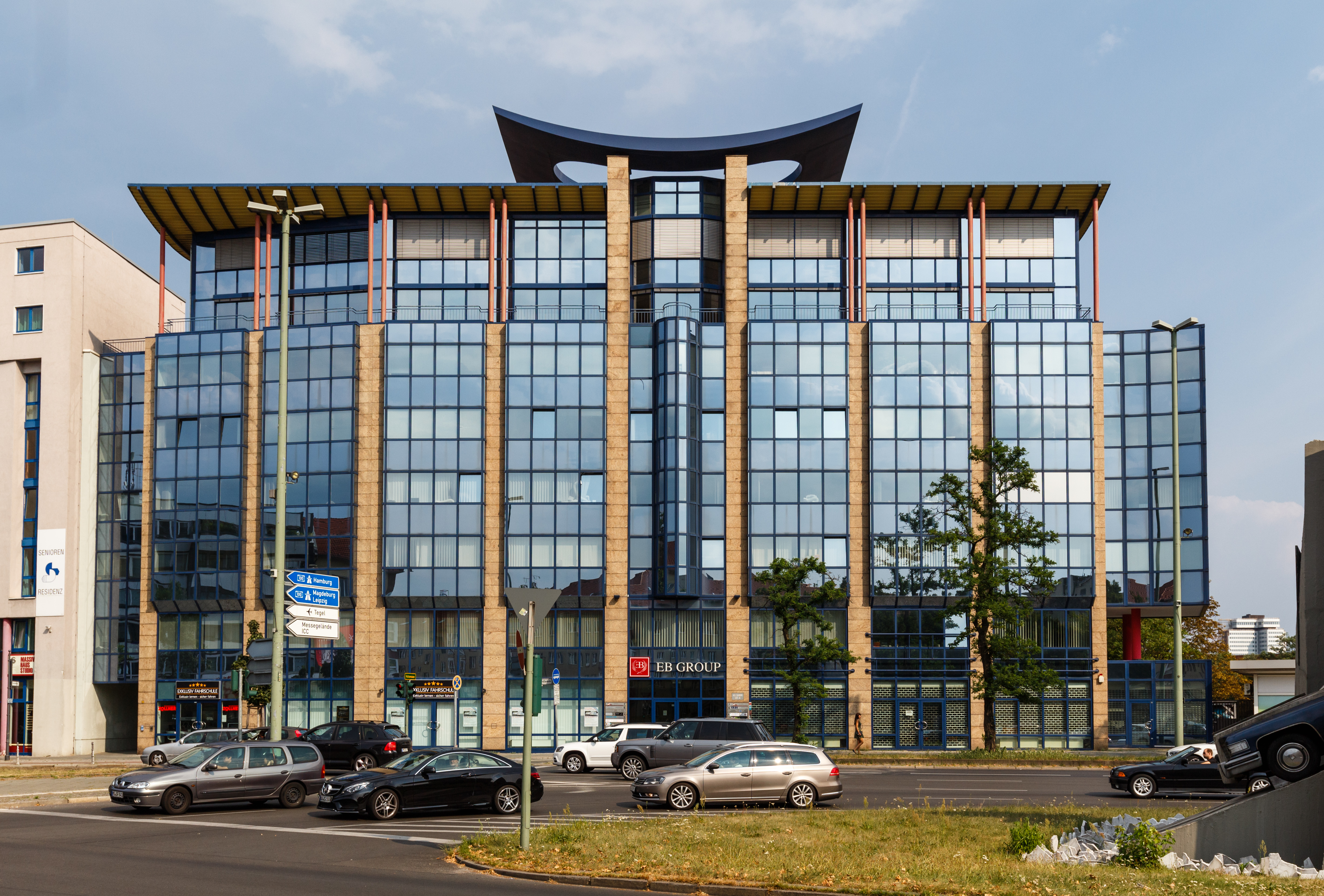
Postmodernes Geschäftshaus am Rathenauplatz mit der Adresse Kurfürstendamm 125a

Der Platz hat drei Straßeneinmündungen (Kurfürstendamm, Hubertusallee, Halenseestraße) und bildet über die benachbarte Koenigsallee auch die Zufahrt in den Grunewald mit seinen Seen. 
Die Benennung des Platzes erfolgte am 31. August 1957 anlässlich des 90. Geburtstags des – wenige hundert Meter entfernt in der Koenigsallee im Jahr 1922 ermordeten – damaligen deutschen Außenministers Walther Rathenau. Die Stadtautobahn führt seit 1958 in einem Tunnel unter dem Platz hindurch, der erst für diese Baumaßnahmen entstand.

## Beton Cadillacs
Auf der als grüne Rasenfläche angelegten Mittelinsel des Platzes steht die Skulptur 2 Beton Cadillacs in Form der nackten Maja von Wolf Vostell, geschaffen zur 750-Jahr-Feier der Stadt Berlin im Jahr 1987. Die Skulptur besteht unter anderem aus zwei jeweils knapp sechs Meter langen Cadillac-Autos. Im Rahmen dieser Jubiläumsfeier veranstaltete der Berliner Senat und der Neue Berliner Kunstverein die Ausstellung Skulpturenboulevard auf dem Kurfürstendamm und der Tauentzienstraße. Von den damaligen Skulpturen sind allerdings kaum noch welche erhalten. Wolf Vostell stellte mit seinem Werk einen „24-stündigen Tanz der Autofahrer um das Goldene Kalb“ dar und wies damit auf die Vergänglichkeit der „Autokultur“ hin. Gegen die Aufstellung der Skulptur hatte sich starker Bürgerprotest formiert. Kaum ein anderes Kunstwerk war in der Nachkriegszeit in Berlin derart umstritten.

## Instandhaltung
Die Familie Vostell, Eigentümer der Skulptur, hat nach dem Tod des Künstlers mit dem Land Berlin einen Vertrag zur Instandhaltung der Skulptur geschlossen. Danach ist die Familie für deren Instandhaltung und Sanierung verantwortlich, während das Land Berlin als Grundstückseigentümer für die Beleuchtung und die Grünflächen zuständig ist.
Inzwischen ist das Kunstwerk allerdings weitestgehend akzeptiert und hatte über die Jahre zunehmend unter Algenbewuchs, Moos und Abgasen gelitten. Der Verein Pro City West kümmerte sich seit dem Jahr 2006 um die notwendigen Sanierungs- und Reinigungsarbeiten, für die ca. 100.000 Euro durch Werbung eingenommen worden sind. Zu den Initiatoren gehört unter anderem Peter Ristau vom Ku’damm-Karree. Dabei wurden die maroden Autobleche sorgfältig herausgeschnitten. Die Sanierung wurde unter der künstlerischen Leistung des Architekten Christian Neeße in Zusammenarbeit mit dem Sachverständigen Steffen Dworok und Wolf Vostells Sohn Rafael Vostell durchgeführt und anschließend durch den Berliner Lichtdesigner Andreas Boehlke illuminiert. Das Management des in der Nähe befindlichen Ku’damm-Karree-Hochhauses und die Reinigungsfirma ISC Industrieservice Czech aus Zossen ließen nach den erfolgten Sanierungsarbeiten auf ihre Kosten noch die Reinigung durchführen. Dafür kam ein spezielles Trockeneisverfahren zum Einsatz, das am 27. Mai 2013 beendet und abschließend von dem Enkelsohn Vostells, Levin Vostell, eingeweiht wurde.